# إيما فيلدينغ
إيما فيلدينغ (بالإنجليزية: Emma Fielding)‏ هي ممثلة بريطانية، ولدت في 10 يوليو 1966 في المملكة المتحدة. من الجوائز التي نالتها جائزة المسرح العالمي سنة 2002.

## جوائز
- جائزة المسرح العالمي (2002)

## وصلات خارجية
- إيما فيلدينغ على موقع IMDb (الإنجليزية)
- إيما فيلدينغ على موقع ميوزك برينز (الإنجليزية)
- إيما فيلدينغ على موقع قاعدة بيانات برودواي على الإنترنت (الإنجليزية)
- إيما فيلدينغ على موقع قاعدة بيانات الفيلم (الإنجليزية)